# موریس لوز
موریس لوز (فرانسوی: Maurice Lauze‎؛ زادهٔ ۱ سپتامبر ۱۹۲۲) دوچرخه‌سوار اهل فرانسه است.